# Dr. No
Dr. No je v pořadí první film o Jamesi Bondovi z roku 1962. Jde o vcelku věrnou adaptaci šestého románu spisovatele Iana Fleminga o této postavě z roku 1958.

## Hledání Jamese Bonda
James Bond nebyl roku 1961 příliš známou postavou a producenti Albert R. Broccoli a Harry Saltzman původně chtěli pro tuto roli slavné jméno – osloven byl Cary Grant, ten ale chtěl smlouvu jen na jeden film a v 58 letech si připadal na roli už starý. Mezi dalšími zvažovanými byl třeba i David Niven (ten si později zahrál ve druhé verzi Casina Royale).
Producenti nakonec vybrali relativně neznámého Seana Conneryho pro příštích pět filmů. Broccoli, Saltzman a Fleming vybrali šest finalistů a původně vybrali osmadvacetiletého modela Petera Anthonyho, který měl podle Broccoliho kvality Gregoryho Pecka, ale neuměl se s rolí Bonda vypořádat.

## Bondovská témata
Už v první Bondovce se objevuje řada signifikantních témat: stylové titulky, Moneypenny, charakteristické hudební téma a “Bond girls”. Hlavní hrdina pije vodka martini, protřepané a nemíchané. V době premiéry byl Bond dost odvážnou postavou a vyčítán mu byl například sexismus nebo sadismus (nebo lépe sklony k násilí). Tržby filmu dosáhly v USA cca 16 mil. USD.

## Děj
James Bond je na stopě Dr. No, který je podezřelý z vraždy agenta britské tajné služby. Pomocníky jsou mu jeho protějšek ze CIA Felix Leiter a lovkyně mušlí Honey Ryder. Společně s Honey se také dostává stále blíž tajemnému vědci se světovládnými plány.

## Obsazení
| Sean Connery      | agent 007 James Bond  |
| Ursula Andressová | Honey Ryder           |
| Joseph Wiseman    | Dr. Julius No         |
| Anthony Dawson    | profesor Dent         |
| Jack Lord         | Felix Leiter          |
| Bernard Lee       | M                     |
| Lois Maxwellová   | sekretářka Moneypenny |
| Zena Marshallová  | Miss Taro             |
| Eunice Gaysonová  | Sylvia Trench         |
| Peter Burton      | major Boothroyd       |

## Soundtrack
Skladatel Monty Norman byl vybrán přímo producentem Albertem R. Broccoli. Ten byl autorem i úvodní skladby i když autorství patří i Johnu Barrymu, který později skládal hudbu k jedenácti bondovkám. Tento argument byl předmětem dvou soudních případů, poslední proběhl v roce 2001.